# 大西利美
大西 利美（おおにし としみ、1931年1月2日 - 2011年4月3日）は、日本の自動車技術者。トヨタ自動車副社長や、愛知製鋼会長、日野自動車工業会長等を歴任した。藍綬褒章受章。

## 人物・経歴
1953年東北大学工学部機械科卒業、トヨタ自動車工業入社。1975年トヨタ自動車工業生産技術企画室主査。1978年トヨタ自動車工業生産技術開発部長。1980年トヨタ自動車工業取締役に昇格。1984年トヨタ自動車取締役田原工場長。
1986年トヨタ自動車常務取締役元町工場長。1988年トヨタ自動車専務取締役。1992年トヨタ自動車取締役副社長。
退任後、愛知製鋼取締役会長、日野自動車工業取締役会長等を歴任した。1993年中部インダストリアル・エンジニアリング協会会長。1995年藍綬褒章受章。2001年勲三等旭日中綬章受章。豊田自動織機代表取締役社長の大西朗は長男。